# Гранта (річка)
Гранта (англ. Granta) — річка на сході Англії, притока річки Кем. Завдовжки 41,7 км.

## Розташування
Гранта бере початок на схід від села Віддінгтон в Ессексі, й тече на північ до злиття з річкою Рі. Довжина від витоку до впадіння в Рі складає 41,7 км. Далі, після злиття з Борн-Брук, утворюється річка Кем.
На південь від Грейт-Шелфорда в Гранту впадає однойменна притока завдовжки 16 км, яка починається біля Гейвергілла.

## Історія
Раніше Грантою називалася уся річка Кем, але після перейменування міста Грантебрюке (давн-англ. Grantebrycge, дослівно — «струмок Гранта») на Кембридж нижня частина річки теж була перейменована на Кем. Верхів'я ж досі носить назву Гранта.
Від назви річки походить назви села Грантчестер, журналу «Гранта», індустріального парку Гранта-парк та колишня назва Кембриджа — Грантебрюке.